# چائونی ها

مناطق سرزمین اصلی یونان در دوران باستان. ناحیه چائونی‌ها در غرب یونان در سرزمین اپیروس واقع بود.

چائونیان (یونانی باستان: Χάονες، رومی: Cháones) مردمانی باستانی و یونانی زبان بودند که در منطقه تاریخی اپیروس زندگی می‌کردند که امروزه بخشی از شمال غربی یونان و جنوب آلبانی است. آنها به همراه مولسیان و تسپروتی‌ها قبایل اصلی سرزمین اپیروس را تشکیل می‌دادند.
در گذرگاه‌های مختلف تاریخی در مرز جنوبی آنها، پادشاهی اپیروسی مولوسیان، در جنوب غربی آن‌ها پادشاهی تسپروتی‌ها و در شمال آن‌ها قبایل ایلیری قرار داشت. در قرن پنجم قبل از میلاد، آنها تا حد زیادی با تسپروتی‌ها و مولوسیان همسایه رفت و آمد داشتند رسماً و با آنها ترکیب شده بودند. چائونی‌ها تا سال ۱۷۰ قبل از میلاد بخشی از اتحادیه اپیروس بودند که بعدها قلمرو آنها توسط جمهوری روم ضمیمه شد.

## نام‌شناسی

#### اثبات نام
نام قومی چائون‌ها Χάονες به‌طور غیرمستقیم در قطعات هکاتائوس از میلتوس (ج. حدود ۵۰۰ قبل از میلاد)، نویسنده Περίοδος Γῆς یا Περιήγησις (توصیف زمین یا Periegesis) گواهی شده‌است، که در فرهنگ لغت جغرافیایی Ἐθνικά (Ethnica) از استفانوس اهل بیزانس (فل. قرن ۶ میلادی) حفظ شده‌است. از چائونیان برای اولین بار به‌طور مستقیم در سال ۴۲۹ قبل از میلاد توسط توسیدید، نویسنده تاریخ جنگ پلوپونز یاد شده‌است.

#### لغت‌شناسی
ریشه‌شناسی نام قومی چائون Χάονες نامشخص است. در کتابشناسی مدرن، پیوند Χᾱον- با کلماتی مانند χάος «باطل» و χάσκω «خمیازه کشیدن، کرنش کردن» توسط ولادیمیر I. جورجیف (همچنین توسط رادوسلاو کاتیچیچ) پیشنهاد شده‌است. تغییر معنایی که برای پیوند چائون به آنها لازم است ممکن است حاوی بی نظمی باشد، اگرچه یک ریشه مشترک ممکن است به اصطلاحی اشاره کند که به «منطقه ناهموار» اشاره دارد. تفاوت‌های آوایی قابل توجه بین آنها، به ویژه Χᾱον- و ریشه *χᾰF-، رابطه آنها را حتی نامحتمل تر می‌کند. ریشه اصلی این نام حتی ممکن است کاملاً متفاوت و بی ارتباط با *χᾰF- بوده باشد، اما در طول استفاده‌های تاریخی آن غیرقابل تشخیص است.
در اواخر دوران کلاسیک، چندین روایت دربارهٔ قومیت چائونی تولید شد. بر اساس ساخت شجره نامه‌های اساطیری، ظاهراً چائونی‌ها نام خود را از یک اجداد همنام به نام چائون Xάων، یک قهرمان تروایی که ظاهراً در اپیروس ساکن شده بود، دریافت کرده‌اند. آریستوفان، نمایشنامه‌نویس کمیک آتنی، در نمایشنامه‌اش «شوالیه‌ها» نام قومی چائونی‌ها را با فعل مشابه «خمیازه کردن» مرتبط می‌کند، در حالی که در نمایشنامه‌اش «آچارنی‌ها» با «هائوس»، چائوس «آشوب». دلالت بر وضعیت حاکم بر سیاست خارجی آتن و ماهیت بی‌تفاوت سیاستمداران آتنی دارد.